# Holubivka
Holubivka (en ucraïnès Голубівка, en rus Голубовка, Кировск, Golubovka, Kirovsk) és una ciutat de l'óblast de Luhansk a Ucraïna, situada actualment a zona ocupada per la República Popular de Luhansk de la Rússia. Es troba a 51 quilòmetres a l'oest de Luhansk. La seva població és de 28.244 habitants (2014).

## Història
Va ser fundada en 1764, amb el nom de Golubovka. En 1830 els agricultors de la zona van trobar jaciments de carbó i van començar la seva explotació artesanal. Des de 1890 es va desenvolupar la indústria minera. La seva història segueix de prop el desenvolupament industrial de la part oriental d'Ucraïna. La ciutat va créixer amb l'explotació de les mines de carbó de la regió. Va rebre el seu nom actual i l'estatut de ciutat en 1962. Va aconseguir el seu màxim apogeu en els anys 80.

## Població
| 1926  | 1979   | 1989   | 2001   | 2011   | 2014   |
| ----- | ------ | ------ | ------ | ------ | ------ |
| 8.332 | 39.978 | 41.334 | 35.199 | 29.235 | 28.244 |